# Morelos Matlala
Morelos Matlala är en ort i Mexiko.   Den ligger i kommunen Huaquechula och delstaten Puebla, i den sydöstra delen av landet, 100 km sydost om huvudstaden Mexico City. Morelos Matlala ligger 1 418 meter över havet och antalet invånare är 333.
Terrängen runt Morelos Matlala är kuperad västerut, men österut är den platt. Runt Morelos Matlala är det ganska tätbefolkat, med 75 invånare per kvadratkilometer. Närmaste större samhälle är Izúcar de Matamoros, 17,6 km sydost om Morelos Matlala. I omgivningarna runt Morelos Matlala växer huvudsakligen savannskog.